# Halloren Schokoladenfabrik

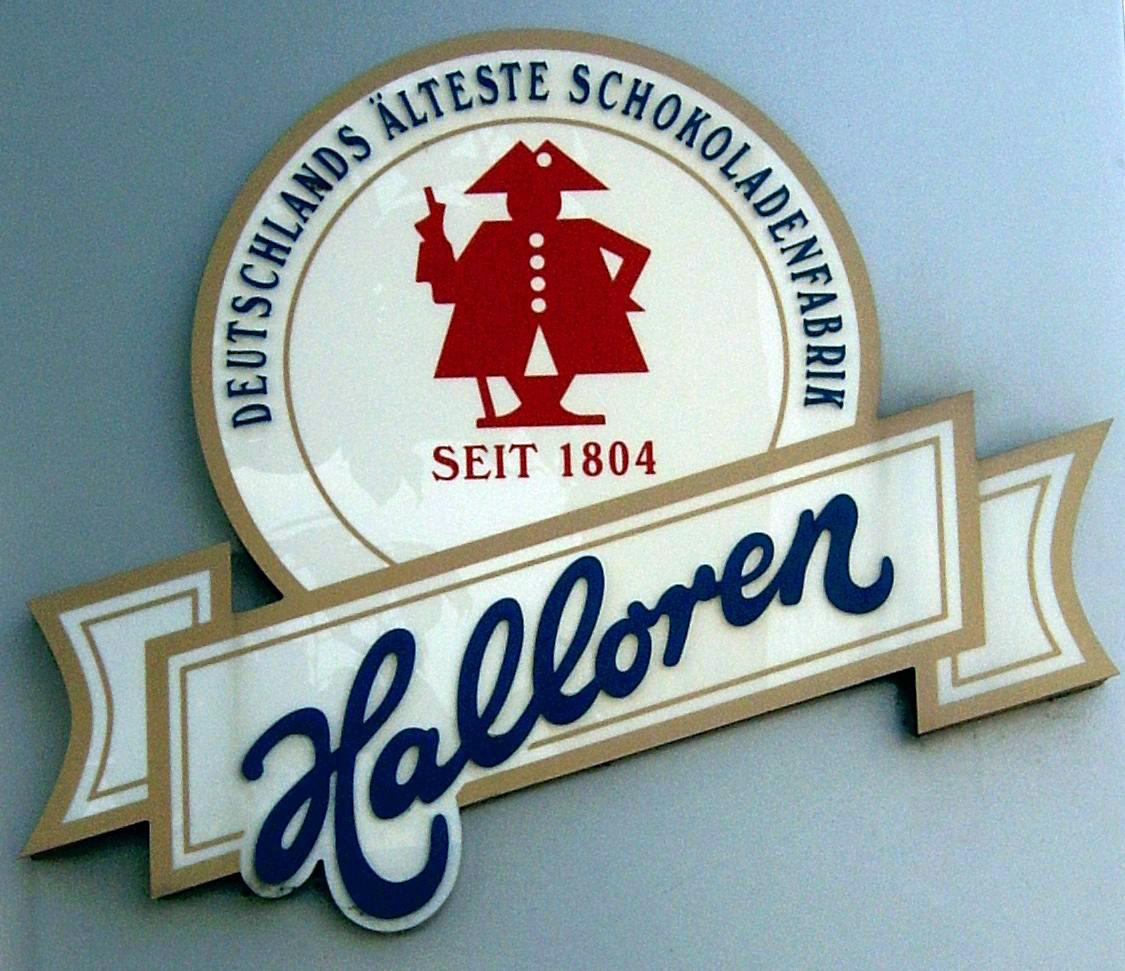
Halloren (logo)

La chocolaterie Halloren est la chocolaterie allemande la plus ancienne qui produise encore aujourd'hui. L'usine se situe dans la ville de Halle, qui se trouve à l'est de l'Allemagne, dans la région de Saxe-Anhalt. Sa société mère est Margrath Holding, qui appartient aux familles Ehlert et Illmann.

## Histoire

### DuXVIIIesiècleà 1945
L'entreprise de cacao et de chocolat créée à Halle par Friedrich August Miethe (1753–1827), père de Johann Friedrich Miethe, est mentionnée pour la première fois en 1804. En 1854, Friedrich David en prend la direction. L'entreprise s'appelle alors Friedrich David & Fils (Friedrich David & Söhne) et devient connue pour ses pralines vendues sous la marque “Mignon”.
En 1905, l'entreprise se transforme en société par actions (AG en allemand) et devient David Söhne AG.
En 1912, les premières voitures de livraison sont mises en service.
En 1933, en raison du boycott des Juifs, l'entreprise change de nom et devient Mignon Schokoladenwerke AG afin de ne pas éveiller de soupçon. En effet, David est un nom juif, même si les chefs d’entreprise ne le sont pas. Lors de la Seconde Guerre mondiale, la production de chocolats a cessé en 1943 afin de produire des pièces pour avions.

### Après-guerre
Après la reprise de la production en 1950, la chocolaterie a été expropriée et transformée en entreprise d’État (Volkseigener Betrieb; Entreprise possédée par le peuple). Puis, elle a été rattachée au combinat de confiserie de Halle.
En 1952, l'entreprise reçoit le nom Halloren, en hommage aux sauniers de Halle que l’on appelait ainsi.
Après la réunification, en 1992, la Treuhand cède l'entreprise Halloren à Paul Morzynski, expert-comptable et entrepreneur.

### XXIesiècle
Au début des années 2000, l'entreprise est en pleine expansion en rachetant d'autres entreprises. En 2015, le bénéfice de l’entreprise s'effondre et l'entreprise n'est plus cotée en bourse. Depuis 2021, l'entreprise n'a plus de dettes.

## Le siège central et le monde du chocolat
Le siège central se situe encore aujourd’hui à Halle. Le bâtiment industriel a été construit en 1896. On y trouve la production, la fabrication de chocolat et le magasin d’usine.

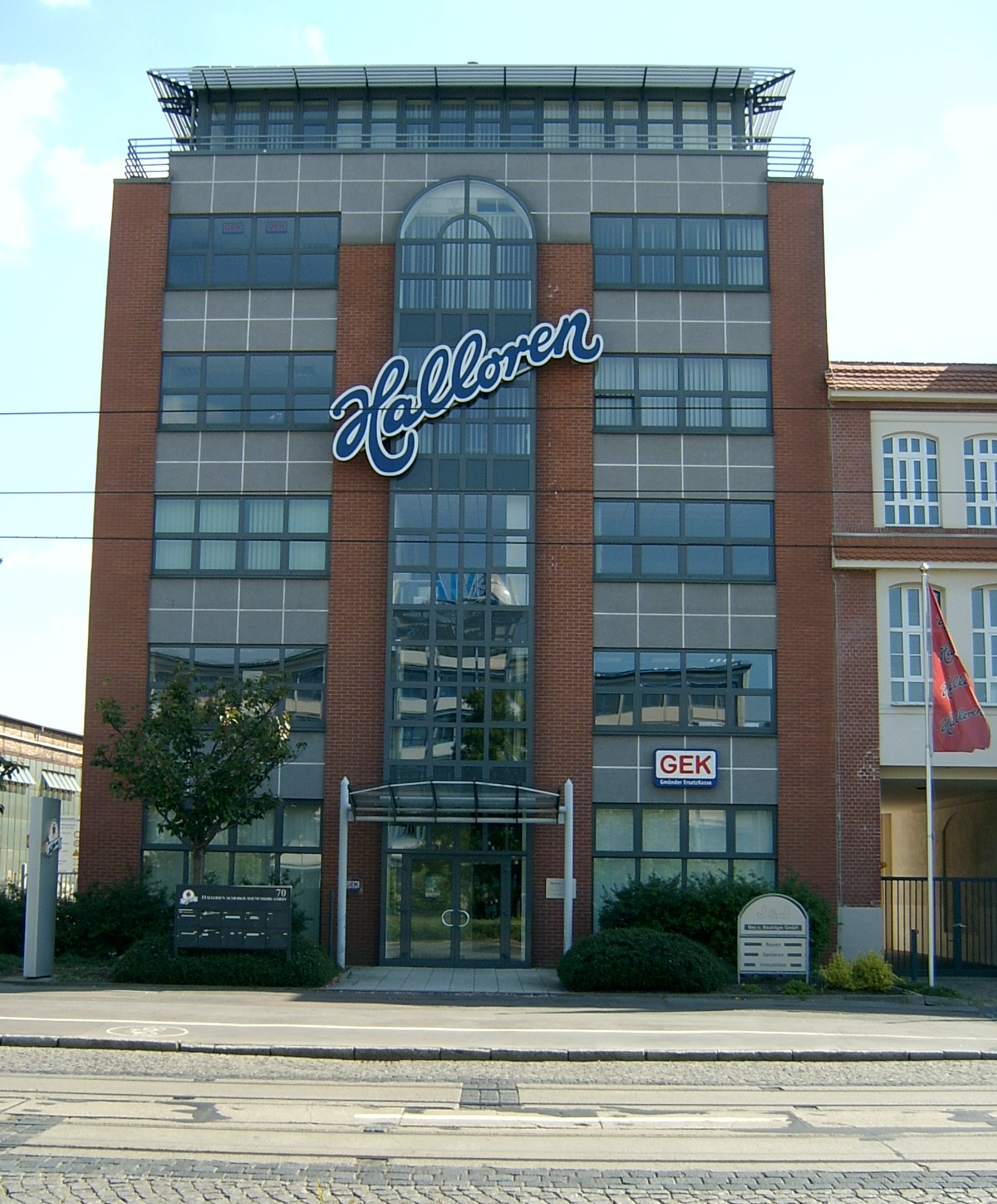
Immeuble de la chocolaterie

Dans “le monde du chocolat” (Halloren Erlebniswelt), on apprend tout ce qu’il faut savoir sur la production du chocolat. On peut regarder les chocolatiers qui montrent la production des pralines à l’atelier “Pralineum”. Le musée, qui a ouvert en 2002, présente l’histoire du chocolat et de l’usine au fil du temps.
La salle en chocolat a ouvert en 2004. Il s'agit d'une salle où les meubles, les personnages et les accessoires sont faits en chocolat. La salle fait 17 mètres carrés. L'artiste chocolatier autrichien Gerhard Petzl et des chocolatiers de Halloren ont travaillé environ 5000 heures et ont utilisé 1,5 tonne de chocolat. Au centre de la salle se dresse la statue en chocolat à l'effigie d'Ernst David qui avait repris l'entreprise en 1879.
À l’atelier de chocolat, on peut créer ses propres pralines ou son propre chocolat.
À l’entrée de l’usine, il y a le magasin d’usine avec des produits éphémères.
À la sortie du musée se trouve la plus grande Hallorenkugel du monde. Elle pèse 200kg et est composée de la traditionnelle crème chantilly-cacao (160kg) et de chocolat noir (40kg). Un maître pâtissier et trois pâtissiers ont travaillé à sa production, qui a duré six mois. Au musée, il existe également la manufacture vitrée, qui permet d’observer les étapes de la production.

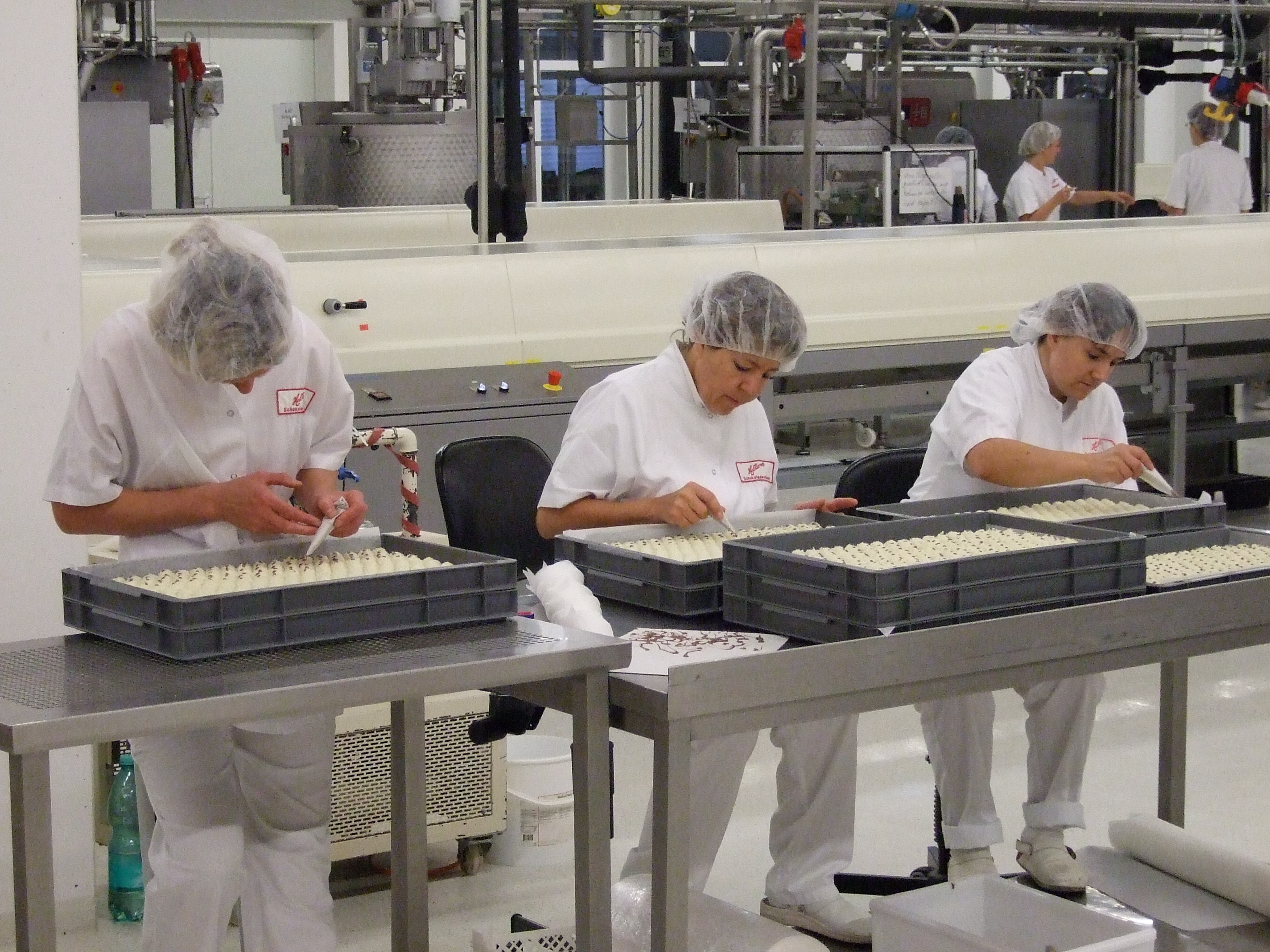
Fabrication
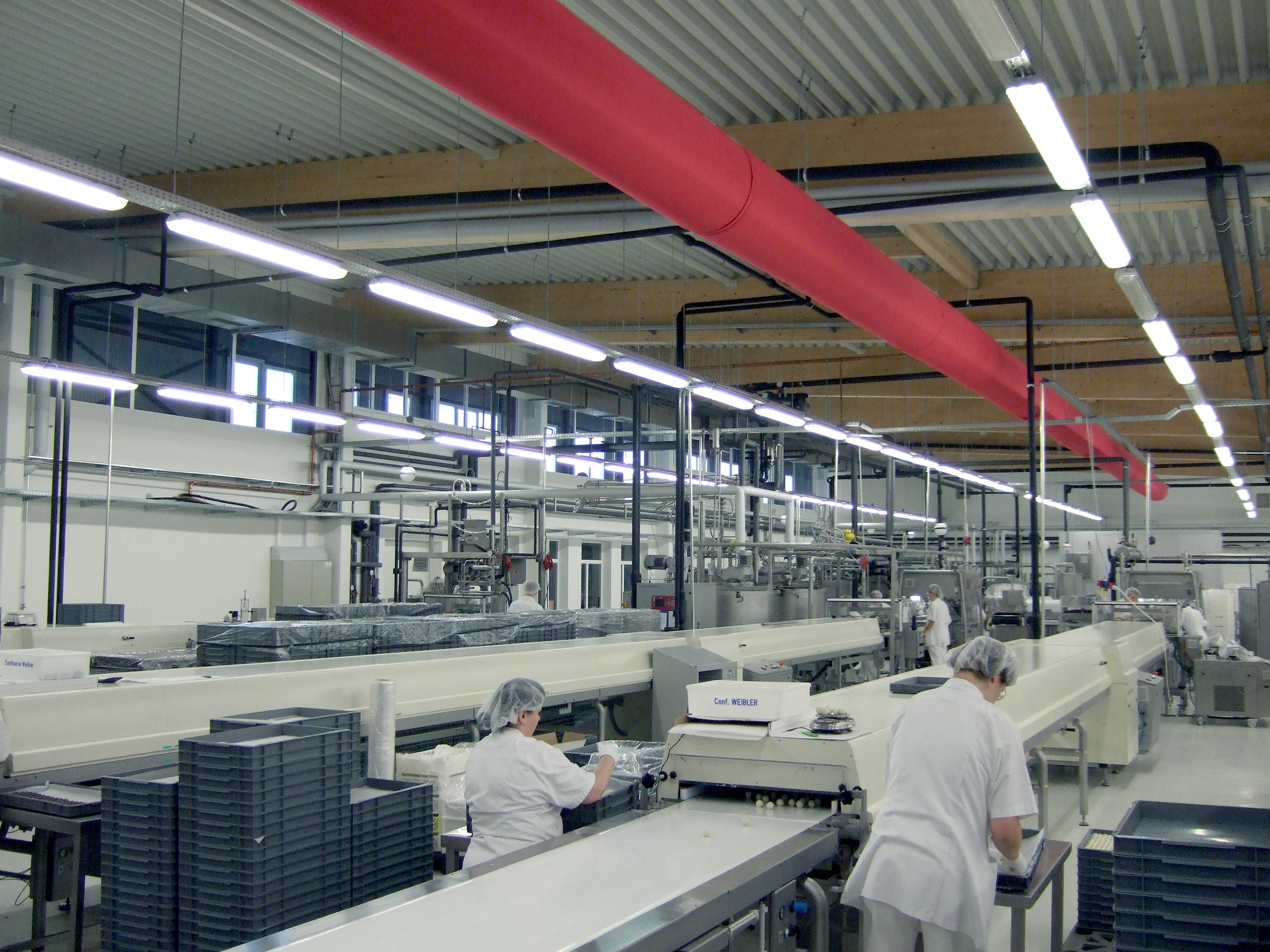
Chocolaterie de Halloren
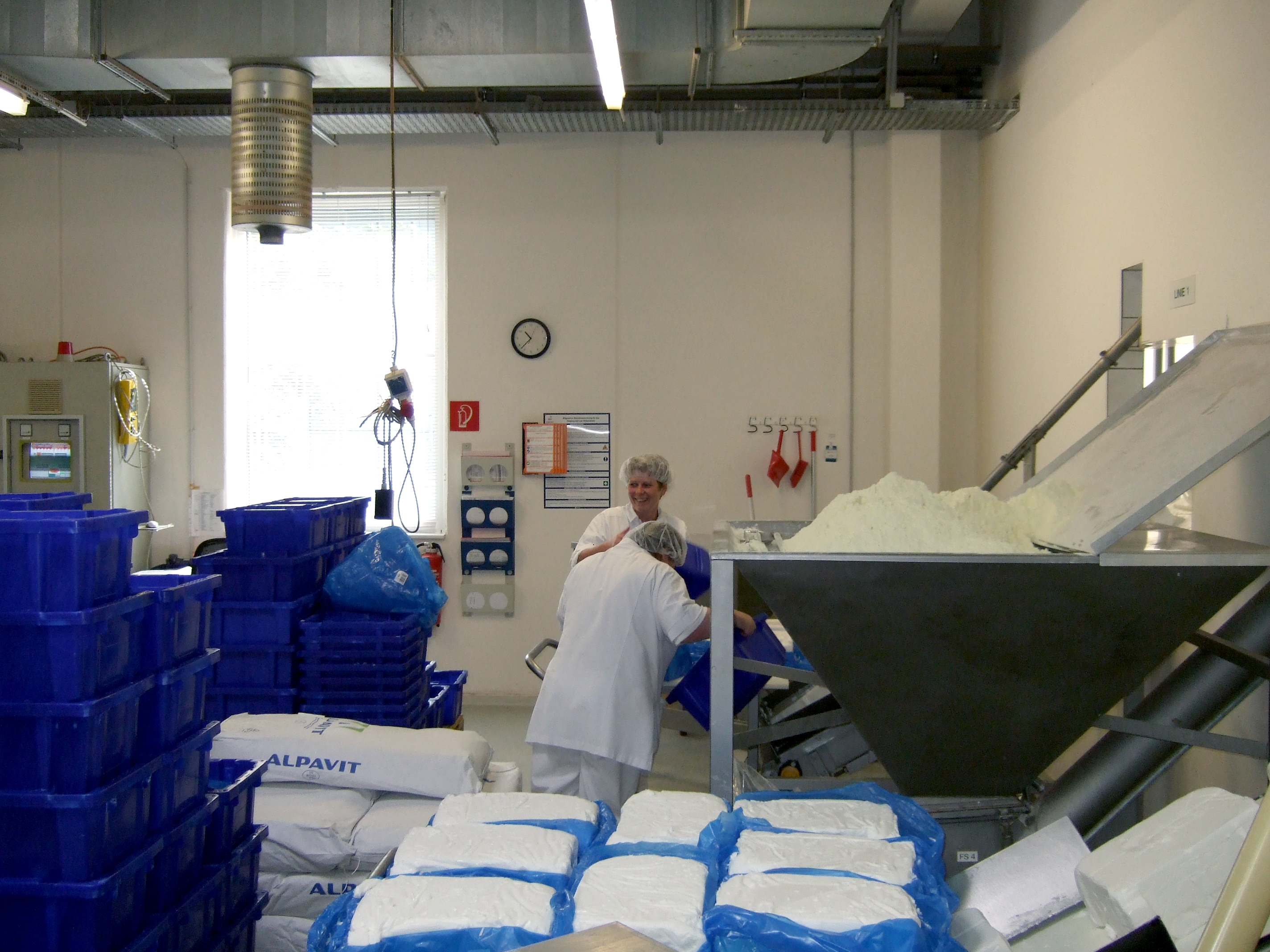
Fabrication
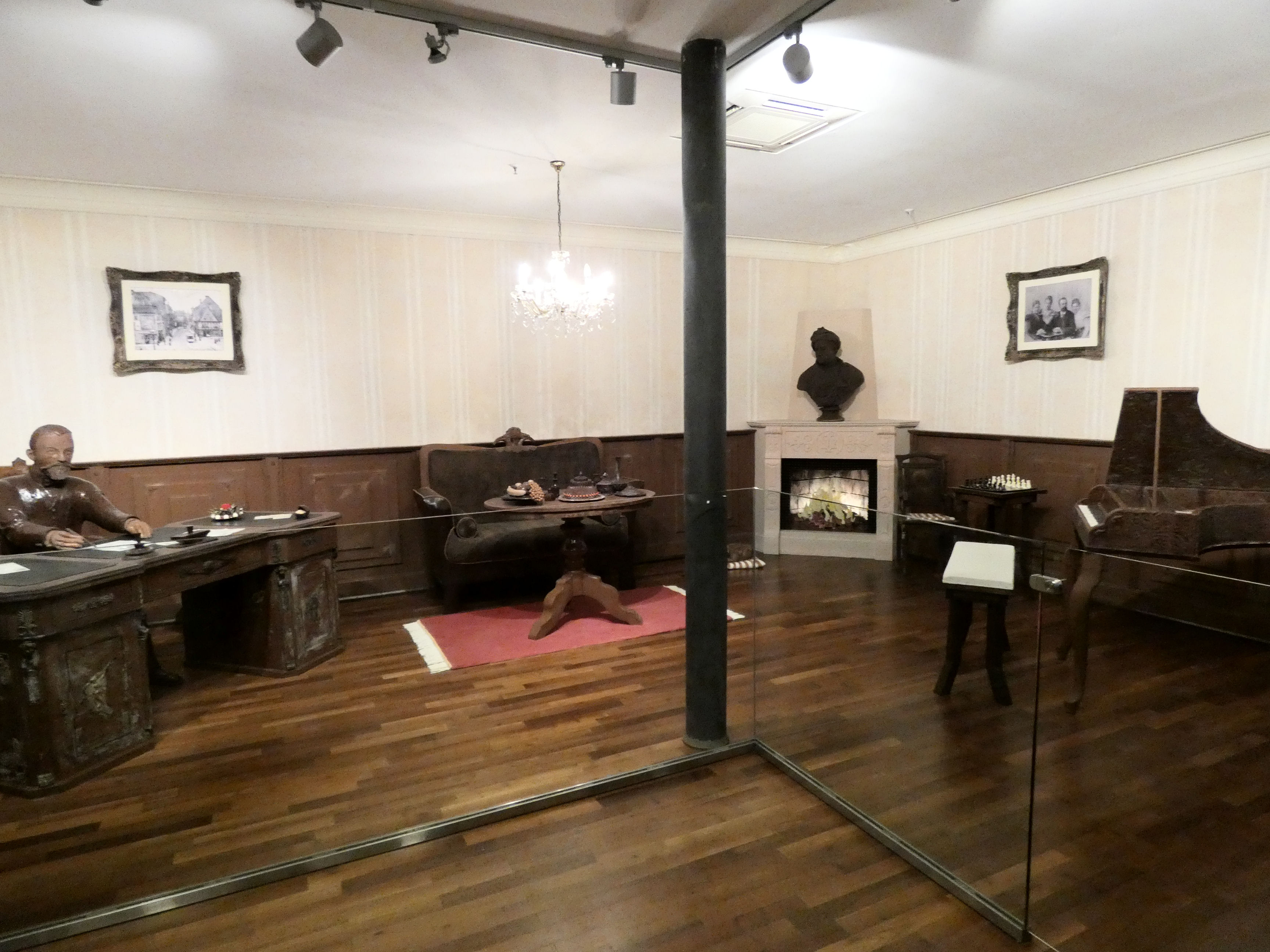
La salle en chocolat
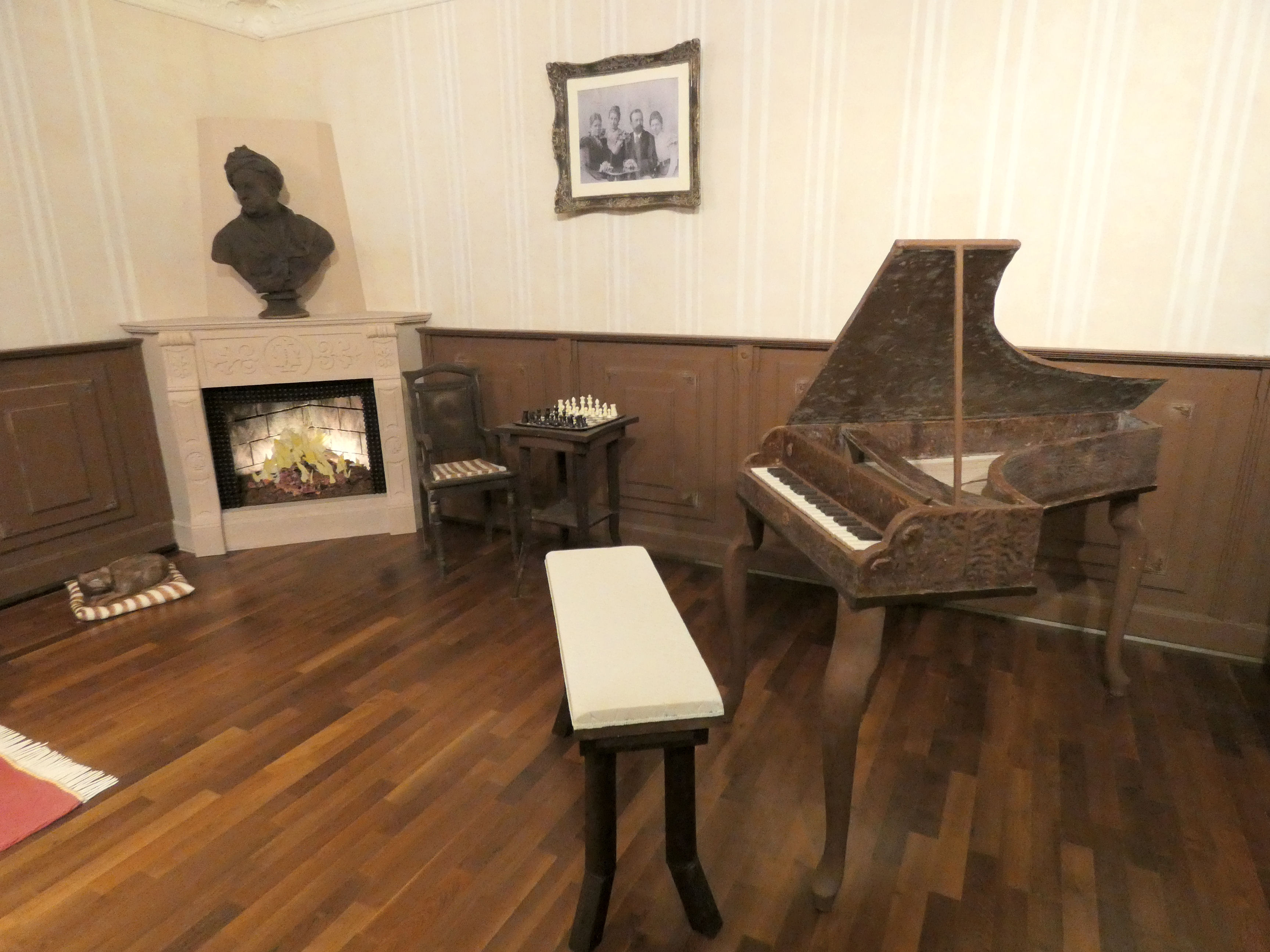
La salle en chocolat

## Les produits
Le produit le plus connu est la Original Halloren-Kugeln ou simplement Halloren-Kugeln (boule chocolatée de Halloren), qui est produite depuis 1952. Jusqu'en 1956, les chocolats étaient produits manuellement.  Fourrés à la crème, ils rappelleraient les boutons en argent sur les manteaux des sauniers. En 2021, 16,8 millions de boîtes ont été vendues. Les Halloren-Kugeln sont commercialisées et connues comme un ancien produit de la RDA.